# Thal-Drulingen
 Thal-Drulingen (en alsacià Dààl) és un municipi francès, situat a la regió del Gran Est, al departament del Baix Rin. L'any 1999 tenia 186 habitants.
Forma part del cantó d'Ingwiller, del districte de Saverne i de la Comunitat de comunes de l'Alsace Bossue.

## Demografia
| 1962 | 1968 | 1975 | 1982 | 1990 | 1999 |
| ---- | ---- | ---- | ---- | ---- | ---- |
| 214  | 240  | 206  | 205  | 201  | 186  |

## Administració
| Període | Identitat   | Partit |
| ------- | ----------- | ------ |
| 2001-   | Freddy Bach |        |